# Liste des communes de Basse-Navarre

Carte de la Basse-Navarre

Liste des 79 communes de Basse-Navarre en français et en basque. 
| Nom officiel              | Nom en basque             | Détails |
| ------------------------- | ------------------------- | --- |
| Ahaxe-Alciette-Bascassan  | Ahatsa-Altzieta-Bazkazane | |
| Aïcirits-Camou-Suhast     | Aiziritze-Gamue-Zohazti   | |
| Aincille                  | Aintzila                  | |
| Ainhice-Mongelos          | Ainhize-Monjolose         | |
| Aldudes                   | Aldude                    | |
| Amendeuix-Oneix           | Amendüze-Unaso            | |
| Amorots-Succos            | Amorotze-Zokotze          | |
| Anhaux                    | Anhauze                   | |
| Arancou                   | Erango                    | Ce village faisait partie du royaume de France et non de la Navarre sous l'Ancien Régime (il dépendait de la sénéchaussée de Dax). Il fait aujourd'hui partie du « Pays basque » au sens de la loi dite Pasqua de 1995.                                                              |
| Arbérats-Sillègue         | Arberatze-Zilhekoa        | |
| Arbouet-Sussaute          | Arboti-Zohota             | |
| Arhansus                  | Arhantsusi                | |
| Armendarits               | Armendaritze              | |
| Arnéguy                   | Arnegi                    | |
| Arraute-Charritte         | Arrueta-Sarrikota         | |
| Ascarat                   | Azkarate                  | |
| Ayherre                   | Aiherra                   | |
| Banca                     | Banka                     | |
| Béguios                   | Behauze                   | |
| Béhasque-Lapiste          | Behaskane-Laphizketa      | |
| Béhorléguy                | Behorlegi                 | |
| Bergouey-Viellenave       | Burgue-Erreiti            | |
| Beyrie-sur-Joyeuse        | Bithiriña                 | |
| Bidache                   | Bidaxune                  | Le territoire de cette commune constituait sous l'Ancien Régime la « principauté souveraine de Bidache », que les ducs de Gramont affirmaient indépendante tant de la France que de la Navarre. Il fait aujourd'hui partie du « Pays basque » au sens de la loi dite Pasqua de 1995. |
| Bidarray                  | Bidarrai                  | |
| Bunus                     | Bunuze                    | |
| Bussunarits-Sarrasquette  | Duzunaritze-Sarasketa     | |
| Bustince-Iriberry         | Buztintze-Hiriberri       | |
| Came                      | Akamarre                  | Sauf le quartier de la Ferrerie, qui était navarrais, ce village faisait partie du royaume de France et non de la Navarre sous l'Ancien Régime, et dépendait de la sénéchaussée de Came. Il fait aujourd'hui partie du « Pays basque » au sens de la loi dite Pasqua de 1995.        |
| Çaro                      | Zaro                      | |
| Escos                     | Ezkoze                    | Exclave navarraise en Béarn sous l'Ancien Régime. Aujourd'hui il ne fait pas partie du « Pays basque » au sens de la loi dite Pasqua de 1995. |
| Estérençuby               | Ezterenzubi               | |
| Gabat                     | Gabadi                    | |
| Gamarthe                  | Gamarte                   | |
| Garris                    | Garrüze                   | |
| Hélette                   | Heleta                    | |
| Hosta                     | Hozta                     | |
| Ibarrolle                 | Ibarrola                  | |
| Iholdy                    | Iholdi                    | |
| Ilharre                   | Ilharre                   | |
| Irissarry                 | Irisarri                  | |
| Irouléguy                 | Irulegi                   | |
| Ispoure                   | Izpura                    | |
| Isturits                  | Izturitze                 | |
| Jaxu                      | Jatsu Garazi              | |
| Juxue                     | Jutsi                     | |
| La Bastide-Clairence      | Bastida                   | |
| Labets-Biscay             | Labetze-Bizkai            | |
| Lacarre                   | Lakarra                   | |
| Lantabat                  | Landibarre                | |
| Larceveau-Arros-Cibits    | Larzabale-Arroze-Zibitze  | |
| Larribar-Sorhapuru        | Larribarre-Sorhapürü      | |
| Lasse                     | Lasa                      | |
| Lecumberry                | Lekunberri                | |
| Luxe-Sumberraute          | Lüküze-Altzümarta         | |
| Masparraute               | Martxueta                 | |
| Méharin                   | Mehaine                   | |
| Mendive                   | Mendibe                   | |
| Orègue                    | Oragarre                  | |
| Orsanco                   | Ostankoa                  | |
| Ossès                     | Ortzaize                  | |
| Ostabat-Asme              | Izura-Azme                | |
| Pagolle                   | Pagola                    | La frontière entre la Soule et la Basse-Navarre se situe au sein même de la commune. |
| Saint-Esteben             | Donostiri                 | |
| Saint-Étienne-de-Baïgorry | Baigorri                  | |
| Saint-Jean-le-Vieux       | Donazaharre               | |
| Saint-Jean-Pied-de-Port   | Donibane Garazi           | |
| Saint-Just-Ibarre         | Donaixti-Ibarre           | |
| Saint-Martin-d'Arberoue   | Donamartiri               | |
| Saint-Martin-d'Arrossa    | Arrosa                    | |
| Saint-Michel              | Eiheralarre               | |
| Saint-Palais              | Donapaleu                 | |
| Sames                     | Samatze                   | Ce village faisait partie du royaume de France et non de la Navarre sous l'Ancien Régime, et dépendait de la sénéchaussée de Came. Il fait aujourd'hui partie du « Pays basque » au sens de la loi dite Pasqua de 1995.                                                              |
| Suhescun                  | Suhuskune                 | |
| Uhart-Cize                | Uharte Garazi             | |
| Uhart-Mixe                | Uhartehiri                | |
| Urepel                    | Urepele                   | |